# Port lotniczy Guwahati
Port lotniczy Guwahati – międzynarodowy port lotniczy położony w Guwahati, w stanie Asam, w Indiach. Jest największym portem lotniczym w regionie.

## Linie lotnicze i połączenia

### Krajowe
- Air India
  - Air India obsługiwane przez Indian Airlines (Imphal, Delhi, Kalkuta)
  - Alliance Air (Agartala, Aizwal, Bagdogra, Delhi, Dimapur, Imphal)
  - Pawan Hans – helikoptery (Shillong, Tura, Naharlagun (Itanagar))
- IndiGo Airlines (Imphal, Delhi, Kalkuta)
- SpiceJet (Kalkuta, Delhi)

### Międzynarodowe
- Air India (Bangkok-Suvarnabhumi, Singapur)